# فلاديسلاف هوروديتسكي
فلاديسلاف هوروديتسكي (بالإنجليزية: Władysław Horodecki)، (4 يونيو 1863- 3 يناير 1930) كان مهندسا معماريا بولنديا نشطًا في الإمبراطورية الروسية وفي الجمهورية البولندية الثانية. اشتهر بمساهماتهِ في التنمية الحضرية لمدينة كييف، وبالعديد من المباني مثل بيت الكيميرا، ومتحف الفن الوطني الأوكراني.
في كييف، كان فلاديسلاف هوروديتسكي يعمل غالبًا مع نحات من مدينة ميلانو، يدعى إميليو سالا.

## الحياة والسيرة

### الإمبراطورية الروسية
ولد فلاديسلاف هوروديتسكي في العائلة البولندية النبيلة شلختا. كان أسلافهُ من كبار ملاك الأراضي في منطقة بودوليا. تخرج اديسواف من الأكاديمية الإمبراطورية للفنون في سانت بطرسبرغ في 1890. بعد 1890، انتقل اديسواف إلى كييف، حيث عاش هناك لمدة 30 عامًا تقريبًا.

### بولندا
بعدما استعادت بولندا استقلالها في 1920، وسقوط روسيا، بما في ذلك كييف، في قبضة البلشفية، هاجر فلاديسلاف هوروديتسكي إلى وارسو في بولندا، وترأس مكتب مشاريع أمريكيًا، يدعى "هنري أولان وشركاه". بُنيت بعض تصاميمه، منها: برج مياه في بيوتركوف تريبونالسكي، ومصنع لحوم في لوبلين، وحمام في زجيرز.

### بلاد فارس
في 1928، بناءً على دعوة من نفس الشركة، انتقل فلاديسلاف هوروديتسكي إلى طهران، ليصبح المهندس الرئيسي لنقابة تصميم السكك الحديدية الفارسية. صمم مبنى محطة سكة حديد طهران على وجه الخصوص. توفي سنة 1930 ودفن بطهران. نقش على قبرهِ باللغة البولندية عبارة " Profesor architektury. Niech mu obca ziemia będzie lekka" أي "أستاذ الهندسة المعمارية، لتكن الأرض الغريبة نورًا له".

## الأعمال

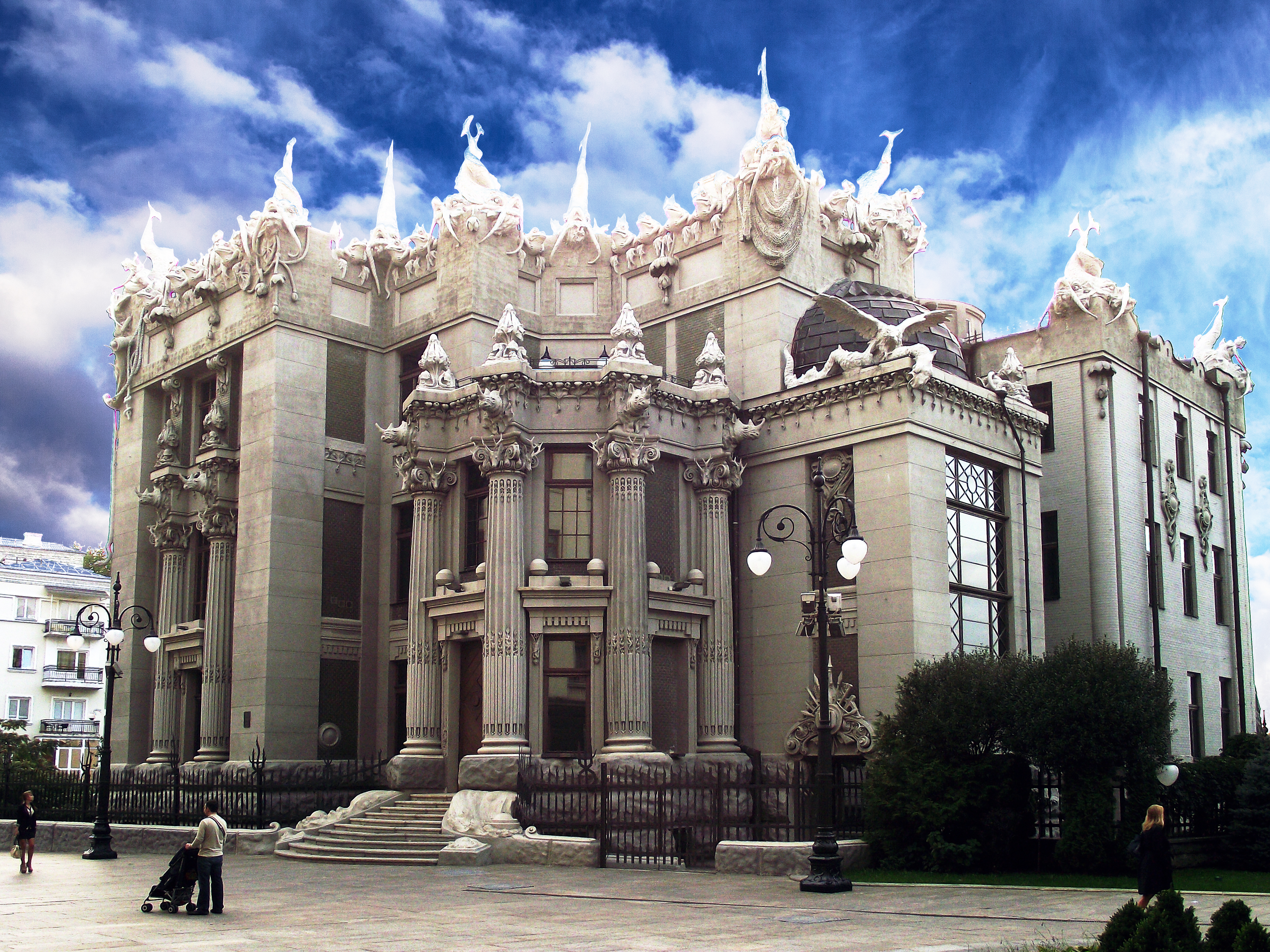
منزل الكيميرا
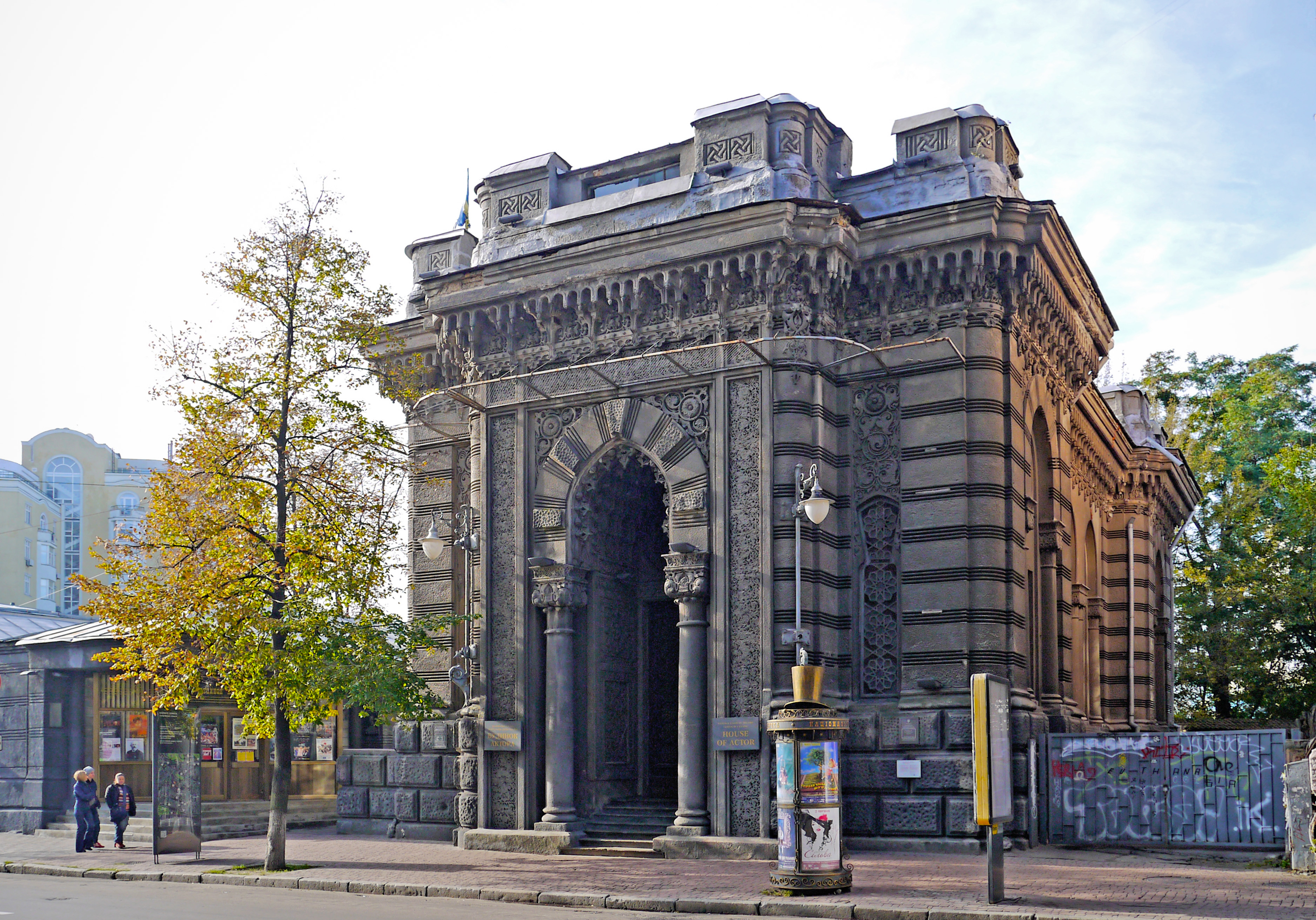
قرائيت كنيس (هو كنيس الطائفة اليهودية القرائية بأوروبا الشرقية واليهود الفرس)، كييف
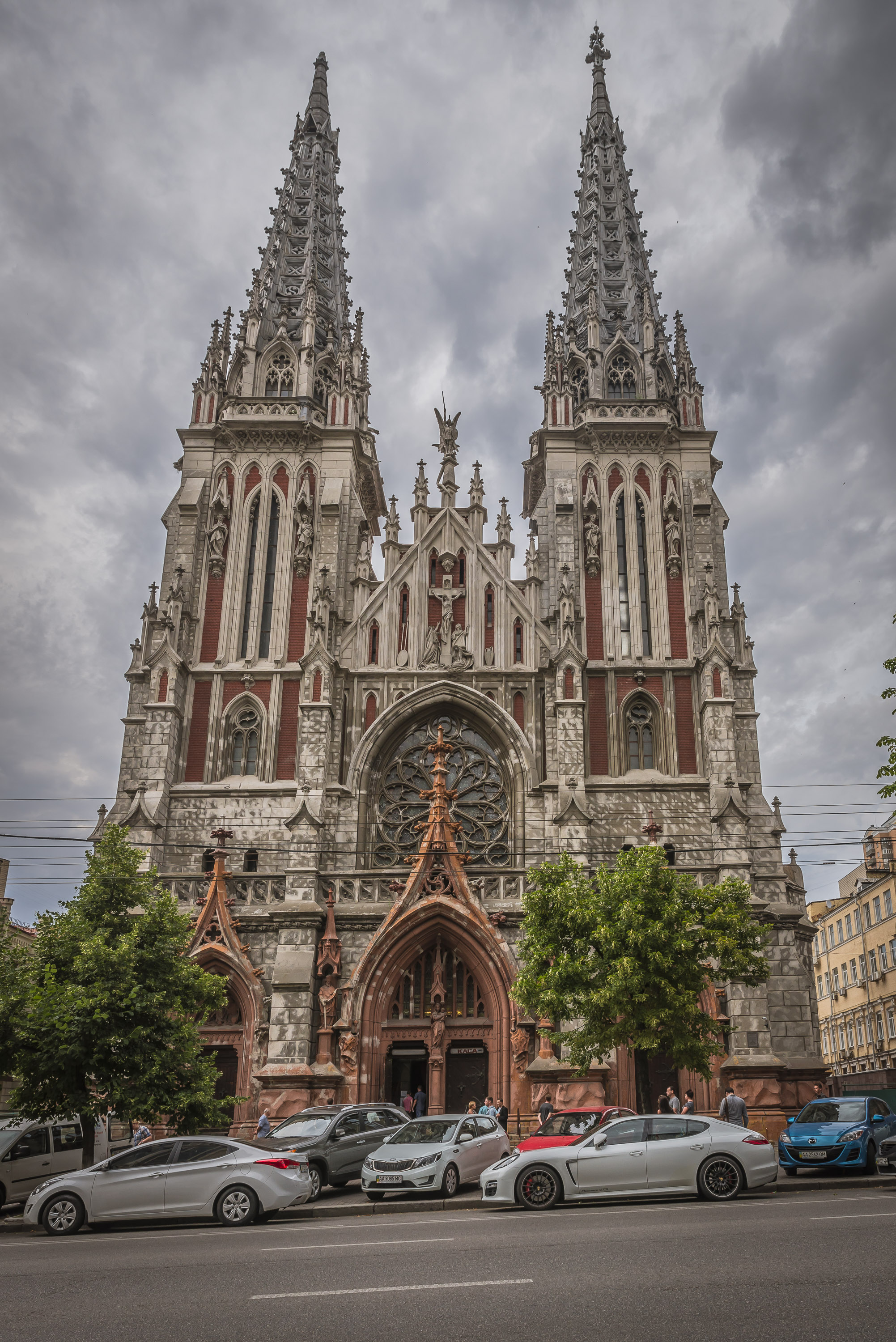
كاتدرائية القديس نيكولاس الرومانية الكاثوليكية، كييف
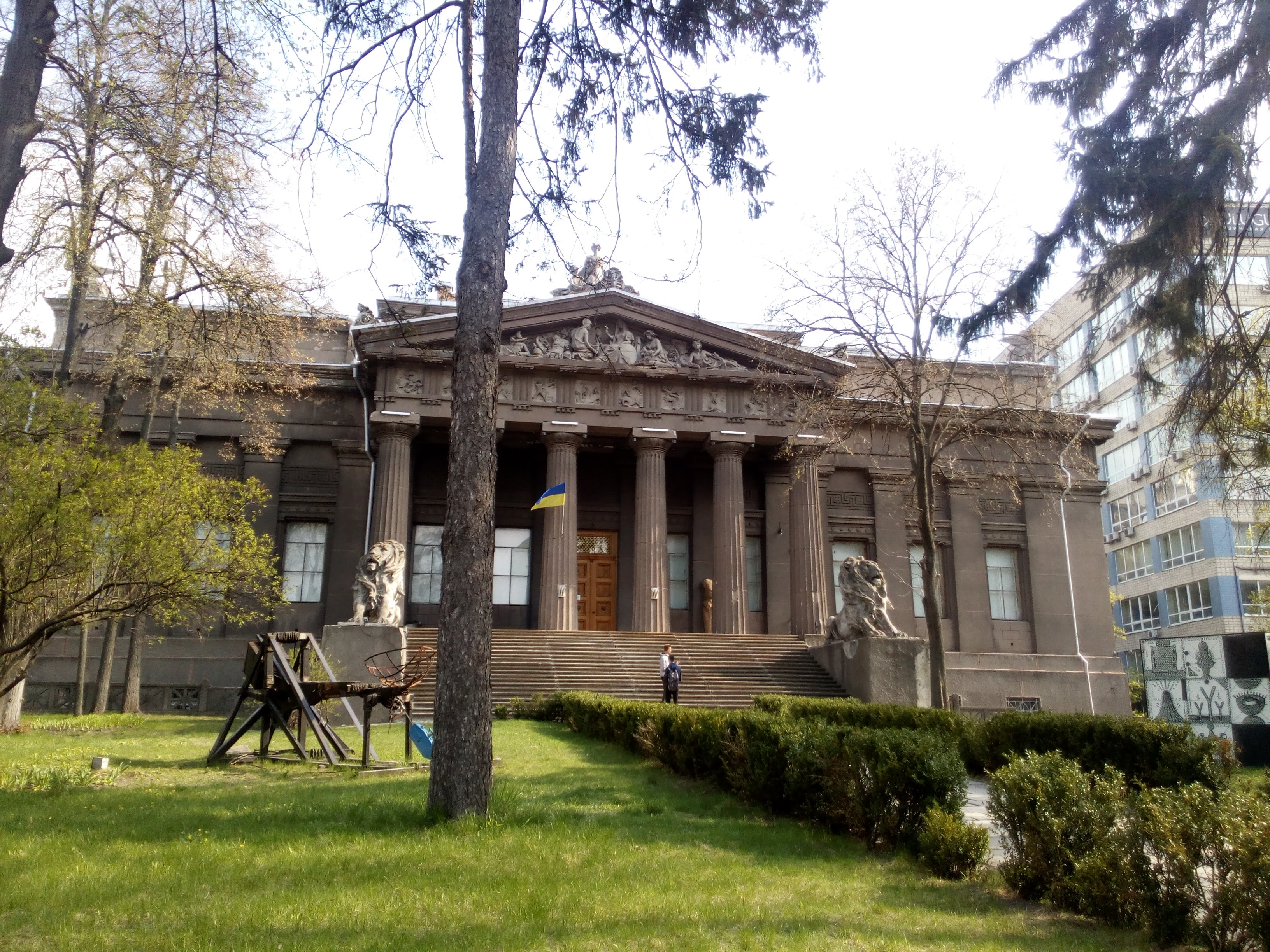
المتحف الوطني للفنون في أوكرانيا
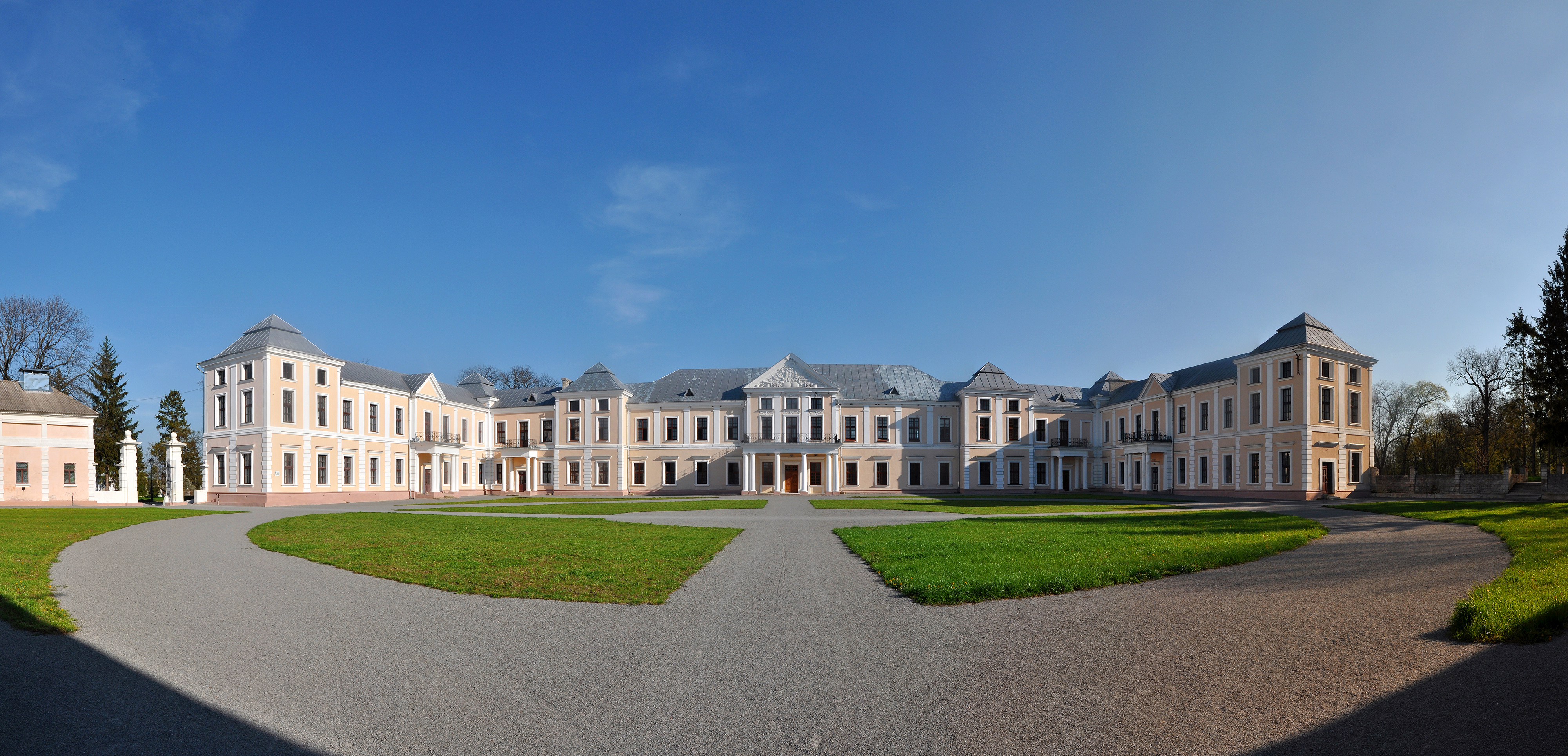
قصر فيشنيفيتس (أعاد بناءه فلاديسلاف هوروديتسكي)
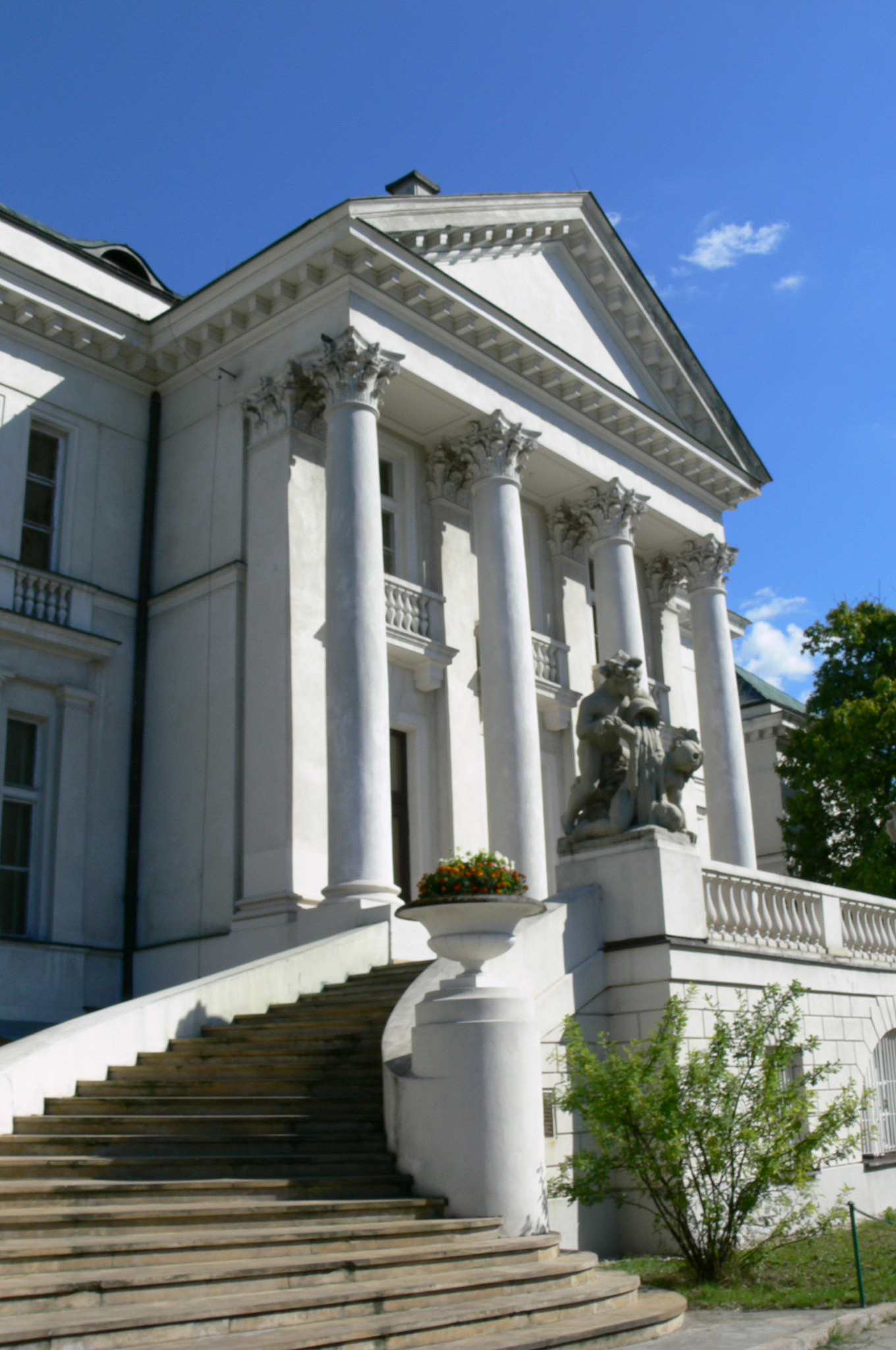
كازينو أوتوك
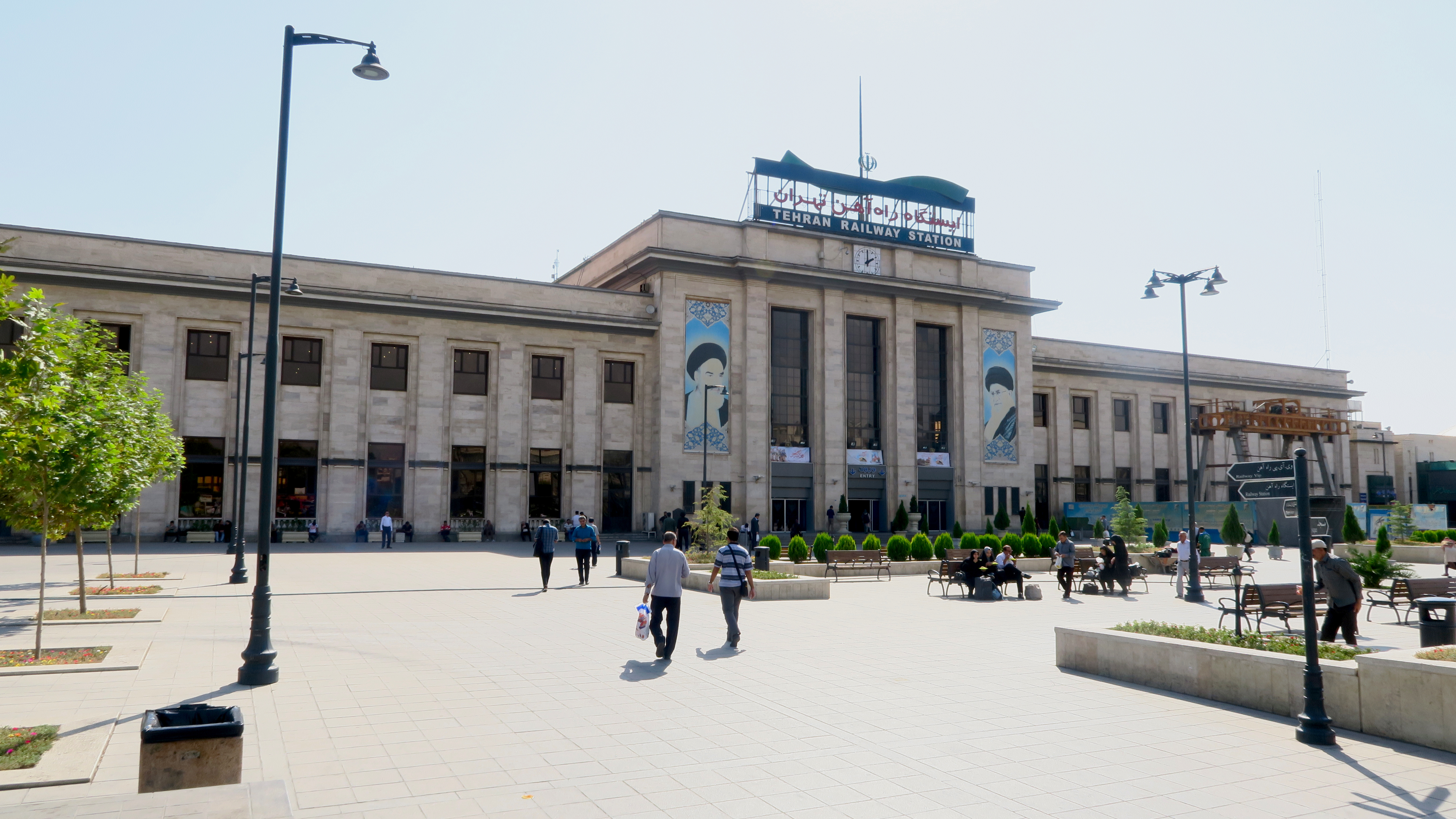
محطة سكة حديد طهران